# نظرية التفاعل الرمزي
التفاعل الرمزي هو نظرية اجتماعية تطورت من اعتبارات عملية، وهي تشير إلى استخدام الناس الخاص للّهجة، لرسم صور ومضامين طبيعية، للاستنباط، والانسجام مع الآخرين. بكلماتٍ أخرى، هو إطار مرجعي لفهم كيفية تفاعل الأفراد مع بعضهم بشكلٍ أفضل لخلق عوالم رمزية، وكيفية تشكيل هذه العوالم بدورها السلوكيات الفردية. إنه الإطار الذي يساعد على فهم كيفية المحافظة على المجتمع وخلقه من خلال التفاعلات المتكررة بين الأفراد. تساعد عملية التفسير التي تحدث بين التفاعلات في خلق وإعادة خلق معنى. إنه الفهم والتفسيرات المشتركة للمعنى التي تؤثر على التفاعل بين الأفراد. يرتكز الأفراد في تصرفاتهم على الفهم المشترك للمعنى ضمن سياقهم الاجتماعي. بالتالي، يُؤطَّر السلوك والتفاعل من خلال المعنى المشترك الذي يرتبطون به مع الأهداف والمفاهيم. انطلاقًا من وجهة النظر هذه، يعيش الناس في بيئات طبيعية ورمزية.
يأتي التفاعل الرمزي من منظور اجتماعي تطور في حوالي منتصف القرن العشرين، وما زال مؤثرًا في بعض مجالات التخصص. تكمن أهميته بشكل خاص في علم الاجتماع الجزئي وعلم النفس الاجتماعي. وهو مشتق من الفلسفة الأمريكية البراغماتية، وبشكل خاص من أعمال جورج هربرت ميد، التي تُشكّل طريقة براغماتية لتفسير التفاعلات الاجتماعية.
يعتبر أر كولينز التفاعل الرمزي دراسة للطريقة التي يُخلق بواسطتها العالم الاجتماعي من خلال التفاعل بين الأفراد وبيئتهم.

## نبذة تاريخية

### جورج هربرت ميد
ابتكر كل من جورج هربرت ميد وتشارلز كولي نظرية التفاعل الرمزي. زعم جورج ميد أنّ ذوات الناس عبارة عن منتجات اجتماعية، لكن هذه الذوات هادفة وخلّاقة، واعتبر أنّ الاختبار الحقيقي لأي نظرية كانت، كان «مفيدًا في حل المسائل الاجتماعية المعقدة». قيل أنّ تأثير ميد كان قويًا جدًا، حتى أنّ علماء الاجتماع يعتبرونه «المؤسس الحقيقي» لتقليد التفاعل الرمزي. وعلى الرغم من تلقي ميد تعليمه في كلية الفلسفة، إلا أنّ علماء الاجتماع اعتبروه أفضل معلّم معروف كان قد درّب جيلًا من أفضل العقول في هذا المجال. والغريب في الأمر أنه لم يقدّم أفكاره ذات النطاق الواسع في كتاب أو أطروحة منهجية. تعاون طلابه بعد موته في عام 1931 في جمع ملاحظاته وكلامه، ونشروا كتاب عقل، وذات، ومجتمع تحت اسمه. ومن المفاهيم الشائعة الخاطئة أنّ جون ديوي كان قائد هذه النظرية الاجتماعية. وحسب كُتيّب التفاعل الرمزي، كان ميد بالتأكيد الشخص الذي «بدّل البنية الداخلية للنظرية، ونقلها على مستوى أعلى من التعقيد النظري». استند كتاب عقل، وذات، ومجتمع الذي نشره طلاب ميد على محاضراته وتعليمه، ويُبرِز عنوان الكتاب المفهوم الجوهري للتفاعل الاجتماعي. تشير كلمة عقل إلى قدرة الفرد على استخدام الرموز في خلق المعاني للعالم المحيط بالفرد، إذ يستخدم الأفراد اللغة والتفكير لتحقيق هذا الهدف. تشير كلمة ذات إلى قدرة الفرد على التفكير بالطريقة التي يدرك بها الآخرين الفرد. وأخيرًا، ووفقًا لميد، فإن كلمة مجتمع هي المكان الذي تحدث فيه كل هذه التفاعلات. يصوّر وصف عام لمؤلفات ميد كيفية تأثير البُنى الاجتماعية الخارجية، والطبقات الاجتماعية، والنفوذ، وسوء الاستعمال على تقدم الذات، والشخصية بالنسبة للمجموعات التي تُنكر بشكل إثباتي إمكانية توصيف ذواتها.

### هربرت بلامر
صاغ هربرت بلامر، طالب ميد ومُفسّره، المصطلح، وقدّم خلاصًة ذات تأثير: يتصرف الناس بطريقة معينة تجاه الأشياء استنادًا إلى المعنى الذي تحمله هذه الأشياء، وتُستمد هذه المعاني من التفاعل الاجتماعي، وتُعدّل بواسطة التفسير. كان بلامر بانٍ مجتمعي، ومتأثرًا بجون ديوي. وهكذا، فإنّ هذه النظرية مستندة بشكل كبير إلى الظاهراتية. وباعتبار أنّ بلامر كان أول من استخدم مصطلح التفاعل الرمزي، فهو معروف بمؤسس التفاعل الرمزي. وقد اعتقد أنّ «أغلب النشاط الإنساني والتّأنسني الذي يشارك فيه الناس هو التحدث مع بعضهم البعض». ووفقًا لبلامر، فإن الناس هم من خلقوا المجموعات الإنسانية، وهذه المجموعات عبارة فقط عن الأفعال بين الناس التي تُعرّف المجتمع. وزعم أنّه يمكن للأفراد من خلال التفاعل «إنتاج رموز مشتركة عن طريق تأييدها، وتنظيمها، وإعادة تعريفها». يتوجب القول أنّ التفاعل يتشكل عن طريق التبادل المشترك للتفسير، وأساس التنشئة الاجتماعية.

### منظرين آخرين
بينما كان عمل تشارلز كولي، وويليام إسحاق توماس أقل تأثيرًا في هذا المجال، إلّا أنهما يعتبران مُمثلَين مؤثرين لهذه النظرية. أثّر عمل كولي في ربط المجتمع والأفراد على أعمال ميد اللاحقة. وشعر كولي أنه لا يمكن فهم المجتمع والأفراد إلّا من خلال علاقتهم مع بعضهم البعض. اثّر مفهوم كولي عن الذات زجاجية المظهر على نظرية جورج هربرت ميد في التفاعل الرمزي والذاتي. إنّ ويليام آيزاك توماس معروف أيضًا بصفته ممثلًا للتفاعل الرمزي. كان عمله الرئيسي عبارة عن نظرية الدافع الإنساني التي تعالج التفاعلات بين الأفراد و«المصادر الاجتماعية للسلوكيات». وقد حاول «شرح الأسلوب المنهجي المناسب للحياة الاجتماعية، وتطوير نظرية الدافع الإنساني، وتوضيح التصور العملي للتنشئة الاجتماعية للبالغين، وتوفير المنظور الصحيح فيما يخص الانحراف السلوكي وسوء التنظيم». يتفق غالبية الباحثين العلميين مع توماس. 
يُعد كل من يرجو إنغستروم وديفيد ميدلتون منظرَين آخرين أثّرا بنظرية التفاعل الرمزي. إذ شرح إنغستروم وميدلتون الفائدة من التفاعل الرمزي في مجال التواصل في تشكيلة من خصائص العمل، وتتضمن «المحاكم القانونية، والرعاية الصحية، وتصميم برامج الكومبيوتر، والمختبرات العلمية، ومبيعات الهاتف، والتحكم، والتصليح، وصيانة أنظمة التصنيع المتقدمة». ومن العلماء الآخرين الذين كان لهم مساهمة في النظرية: توماس، وبارك، وجيمس، وكولي، وزنانيكي، وبالدوين، وريدفيلد، وورث. يؤكد التفاعل الرمزي بشكل كبير على عكس العلوم الاجتماعية الأخرى على أفكار الفعل بدلًا من الثقافة، والطبقة الاجتماعية، والنفوذ. وفقًا للسلوكية، والداروينية، والبراغماتية، بالإضافة إلى ماكس فيبر، ساهمت نظرية الفعل بشكل كبير في تشكيل التفاعل الاجتماعي بمثابة منظور نظري في دراسات التواصل.

## الافتراضات، والمقدمات، ومنهجية البحث

### الافتراضات
يعتقد معظم المتفاعلون الرمزيون أنّ الواقع المادي موجود بالفعل من خلال التعريفات الاجتماعية للفرد، وأنّ التعاريف الاجتماعية تتطور بشكل جزئي أو فيما يتعلق بشيء «حقيقي». لذلك لا يستجيب الناس لهذا الواقع بشكل مباشر، عوضًا عن ذلك، يستجيبون للفهم الاجتماعي للواقع. على سبيل المثال، فهم يستجيبون لهذا الواقع بشكل غير مباشر عن طريق نوع من الفلتر الذي يتكون من وجهات نظر مختلفة للأفراد. ويعني هذا أنّ البشر لا يوجدون في فضاء مادي مكون من الحقائق، إنما في «عالم» مكون من «مواضيع» فقط.
إنّ الافتراضات الثلاثة التي تؤطر التفاعل الرمزي هي:
1. يبني الأفراد المعنى عن طريق عملية التواصل.
2. مفهوم الذات هو دافع السلوك.
3. توجد علاقة فريدة بين الفرد والمجتمع

وبتحديد بعض الافتراضات الضمنية للتفاعل الرمزي، فإنه من الضروري معالجة المقدمات التي يدعمها كل افتراض. ووفقًا لبلامر، يوجد ثلاث مقدمات يمكن استخلاصها من الافتراضات أعلاه.
المقدمات
المقدمة 1: «يتصرف البشر تجاه الأشياء على أساس المعاني التي ينسبونها إلى هذه الأشياء»
تتضمن المقدمة الأولى كل شيء قد يلاحظه الإنسان في عالمه، بما في ذلك المواضيع المادية، والأفعال، والتصورات. بشكل أساسي، يتصرف الأفراد تجاه المواضيع وغيرها بالاعتماد على المعاني الشخصية التي كان قد أعطاها الفرد لهذه العناصر. حاول بلامر التأكيد على المعنى وراء السلوكيات الفردية، وبشكل خاص، التفسيرات الكلامية، والنفسية، والاجتماعية لهذه الأفعال والسلوكيات.